# Нац-Шавес
Нац-Шавес, Нац-Шабс (итал. Naz-Sciaves, нем. Natz-Schabs) — коммуна в Италии, располагается в регионе Трентино — Альто-Адидже, в провинции Больцано.
Население составляет 2430 человек (2008 г.), плотность населения составляет 162 чел./км². Занимает площадь 15 км². Почтовый индекс — 39040. Телефонный код — 0472.
Покровительницей коммуны почитается святая Маргарита, празднование 20 июля.

## Демография
Динамика населения:

## Администрация коммуны
- Официальный сайт: http://www.comune.naz-sciaves.bz.it/